# Juan Bautista Martínez del Mazo
Juan Bautista Martínez del Mazo (* etwa 1612 in der Provinz Cuenca, Spanien; † 10. Februar 1667 in Madrid) war ein spanischer Porträt- und Landschaftsmaler des Barock, der sich in seinem Stil sehr stark an jenem seines Schwiegervaters Diego Velázquez orientierte.

## Werke (Auszug)

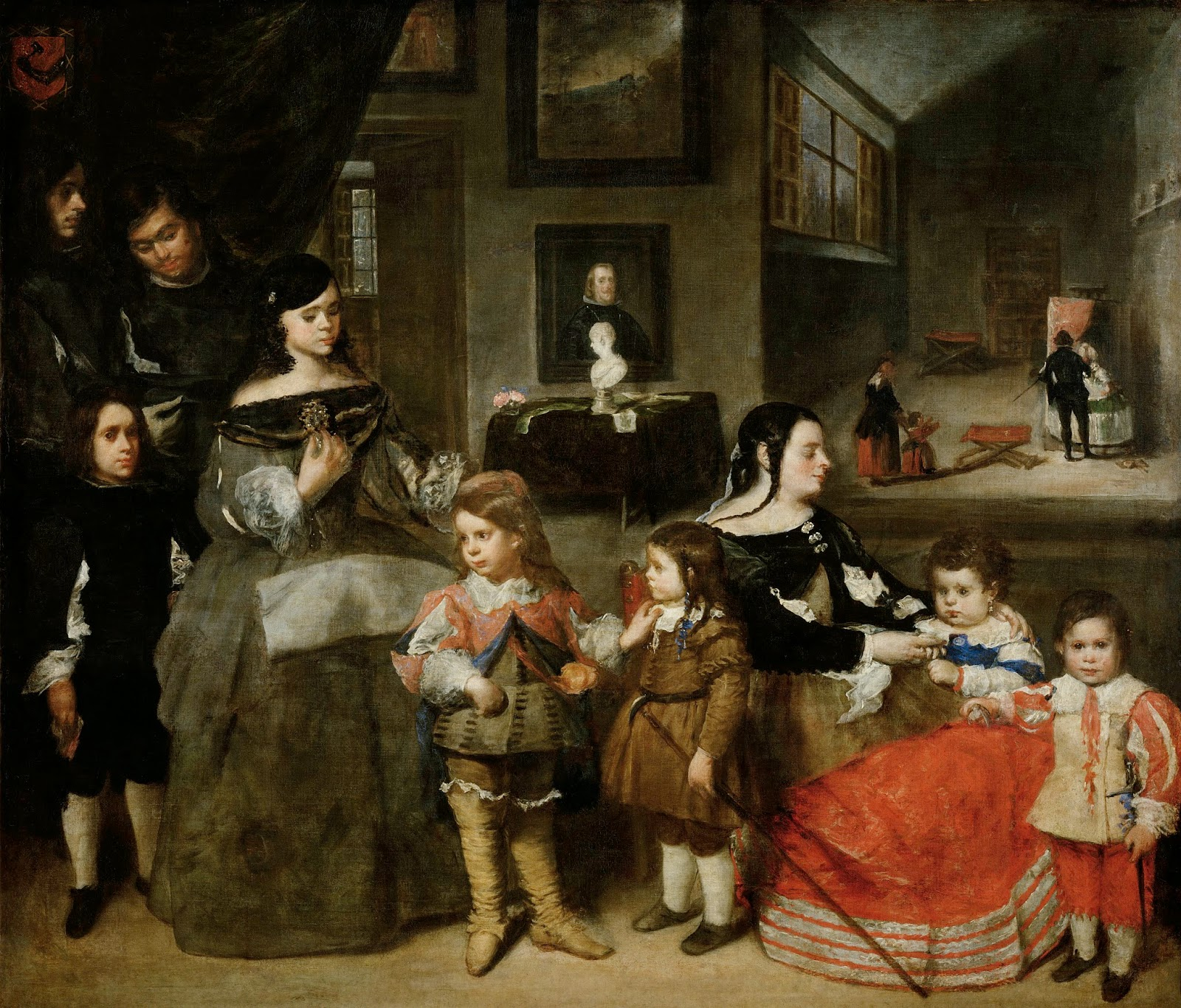
Die Familie des Malers, 1650, Kunsthistorisches Museum, Wien
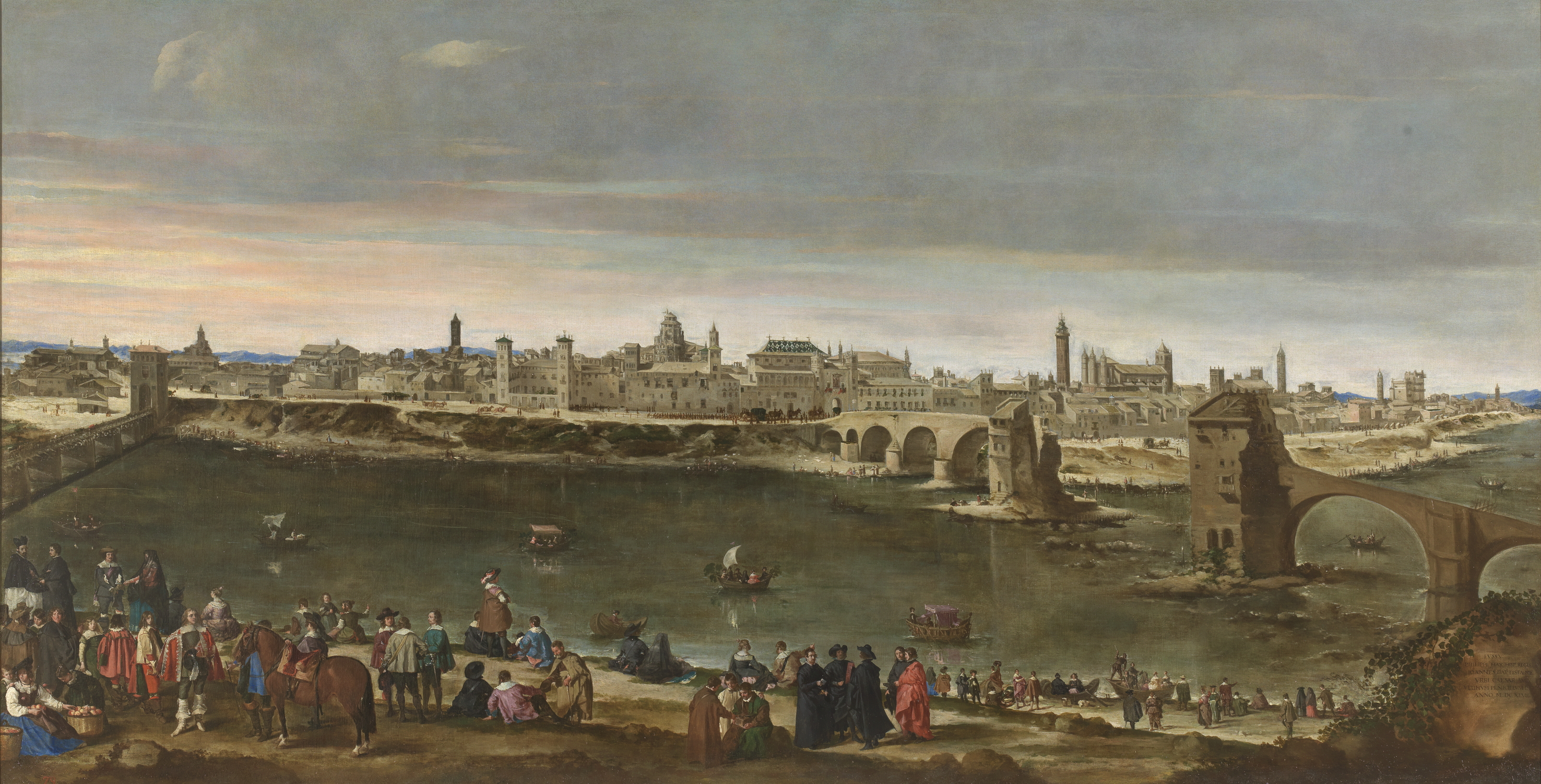
Blick auf Saragossa, 1647, Museo del Prado, Madrid
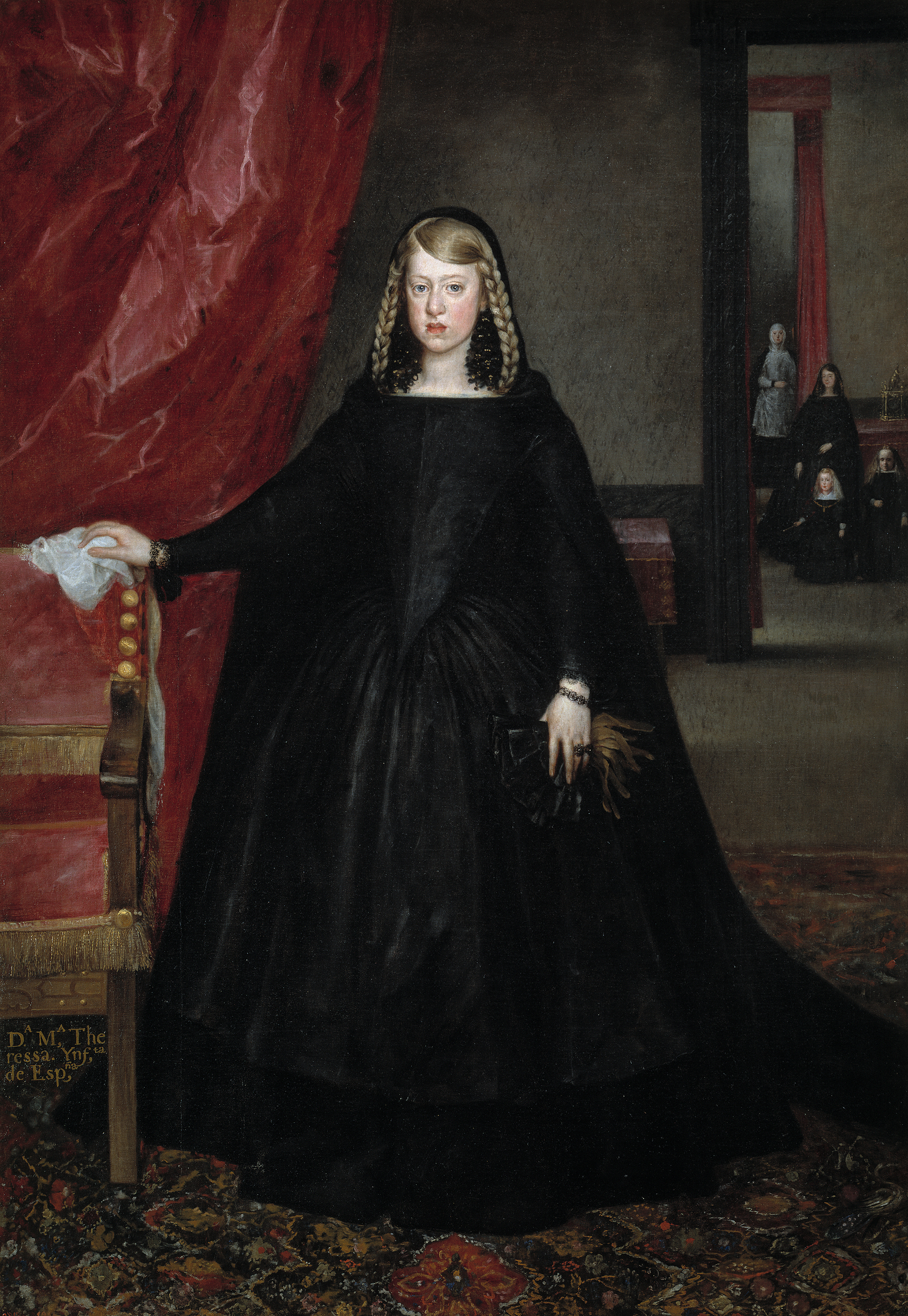
Margareta Theresa von Spanien in Trauerkleidung, 1666, Museo del Prado, Madrid